# Dictyocaryum ptarianum
Dictyocaryum ptarianum é uma espécie botânica pertencente à família Arecaceae.